# اندرو جارت
اندرو جارت (انگلیسی: Andrew Jarrett؛ زاده ۹ ژانویهٔ ۱۹۵۸) یک تنیس‌باز اهل بریتانیا است.